# Semyazza
Semyazza ('Semjaza, Shemyaza, Shemhazai, Szemhazaj, Szemchazaj, Szamazja, Simchazi, Amezjarak) – upadły anioł w tradycji judaistycznej.
Pierwotnie przed buntem przeciw Bogu najpotężniejszy anioł w niebie, był Serafinem. Po upadku został wodzem upadłych aniołów. Etymologia słowa „Semyazza”, to „Imię potęgi” (szem – hebr. imię, aza – siła, moc). Według legendy Szemhazaj wraz z Azaelem zstąpił z nieba na ziemię, aby spółkować z ludzkimi kobietami. Jednej z kobiet o imieniu Istar podał „pełne imię Boga”. Mimo okazania skruchy do tej pory, wisi głową w dół między ziemią a niebem i jest widoczny jako gwiazdozbiór Oriona. W Zoharze Szemhazaj pojął za żonę jedną z córek Adama i Ewy i spłodził z nią synów – Hiwa i Hija, a w innej wersji legendy – Hija i Hamija. George Gordon Byron w Niebo i ziemi nazywa go Samiasa (polski przekład). W Księdze Henocha jest list Henocha do anioła Szamazja i jego współtowarzyszy. Według Moïse Schwab w Vocabulaire de l’Angélologie Szemhazaj i Azael to jeden i ten sam anioł.